# Picasa
Picasa was een gratis service en programma van Google waarmee foto's bewerkt en gedeeld konden worden. De foto's konden in een online webalbum (Picasa Web Albums) worden gezet, afgedrukt, of via e-mail worden verstuurd.
Het programma importeerde automatisch foto's uit digitale camera's en kende net als andere fotobewerkingsprogramma's diverse bewerkingsmogelijkheden waaronder bijsnijden, rode ogen verwijderen, rechtzetten, helderheid en contrast bewerken, lichtintensiteit veranderen en kleurbalans wijzigen. Daarnaast waren er enkele extra's waaronder het maken van een fotocollage en een screensaver maken met eigen foto's.
Picasa werd oorspronkelijk ontwikkeld door Idealab.
De meest recente versie is 3.9.

## Stopzetting
Vanaf 15 maart 2016 is Google gestopt met de ondersteuning voor het programma. De dienst werd vanaf mei overgezet naar Google Photos, samen met de bestaande inhoud van de Picasagebruikers.

## Versiegeschiedenis

### 3.9
Bij versie 3.9 werd ondersteuning voor WebP toegevoegd, alsook nieuwe filters om foto-effecten te creëren. Bovendien bracht versie 3.9 ook Google+-integratie met zich mee. In de versie 3.9.140.239 (juli 2015) is die ondersteuning weer verdwenen ten gunste van Picasaweb. Picasa 3.9 is niet beschikbaar voor Linux, maar de Windowsversie van Picasa 3.9 kan wel via Wine onder Linux gebruikt worden. In april 2012 werd de ondersteuning voor Google Picasa voor Linux officieel stopgezet.